# Silene longicalycina
Silene longicalycina là loài thực vật có hoa thuộc họ Cẩm chướng. Loài này được Kom. miêu tả khoa học đầu tiên.